# Michael Haslob
Michael Haslob, auch Michael Haslobius und Michael Haseloff (* um 1540 in Berlin; † 28. April 1589 in Frankfurt (Oder)) war ein deutscher Dichter und Humanist.

## Leben
Nach dem frühen Tod seiner Mutter begann Haslob seine Studien an der Universität Frankfurt (Oder). Nach einem kurzen Aufenthalt ab dem 3. August 1555 an der Universität Wittenberg nahm er in Frankfurt (Oder) seine Studien wieder auf. Als Schüler von Georg Sabinus und Johannes Schosser erwarb er sich 1561 an der philologischen Fakultät den akademischen Grad eines Magisters.
Nachdem er Aufnahme in den Senat der philosophischen Fakultät erlangt hatte, hielt er Vorlesungen. 1572 wurde von der Frankfurter Akademie zum Professor der Poesie berufen, was er bis zu seinem Lebensende blieb. Kurz vor seinem Tod ging er mit der Tochter von Johannes Schosser seine zweite Ehe ein, zudem war er mit Michael Abel befreundet. Er verfasste Gelegenheitsgedichte in vielfältigen Formen, zumeist in lateinischer Sprache, oft geistlich und allegorisierend.